# Список кораблей-музеев
Список кораблей-музеев включает надводные суда или корабли, на которых размещены музейные экспозиции, посвящённые истории кораблей, экипажей, событиям, в которых принимали участия суда.
Обычно такой корабль открыт для общественности для образовательных или мемориальных целей. Некоторые из них также используются в учебных или иных целях; как правило, это те немногие суда, которые сохранили фактическую способность и юридическую возможность двигаться.
Подводные лодки вынесены в отдельный список.

| Название                                   | Страна         | Город                        | Тип                                                           | Год               | Описание | Изображение                                          |
| ------------------------------------------ | -------------- | ---------------------------- | ------------------------------------------------------------- | ----------------- | --- | ---------------------------------------------------- |
| Аврора                                     | Россия         | Санкт-Петербург              | Крейсер                                                       | 1900              | Бронепалубный крейсер 1-го ранга Балтийского флота, принимавший участие в Цусимском сражении и известный своей ролью в Октябрьской революции. | Аврора в Санкт-Петербурге                            |
| Айова                                      | США            | Лос-Анджелес                 | Линкор                                                        | 1942              | Головной корабль серии из 4 линкоров. Участник Второй мировой и Корейской войны, последний линкор, находившийся в строю | Айова (линкор)                                       |
| Алабама                                    | США            | Мобил                        | Линкор                                                        | 1942              | Корабль-музей с 1965 года, участник Второй мировой | Алабама (линкор)                                     |
| Амстердам                                  | Нидерланды     | Амстердам                    | Торговое судно XVIII века (реплика)                           | 1990              | Голландское парусное грузовое судно XVIII века. Реконструкция судна продолжается. | Амстердам                                            |
| Ангара                                     | Россия         | Иркутск                      | Паром-ледокол                                                 | 1900              | Старейшее из сохранившихся ледокольно-транспортных судов в мире |                                                      |
| Белфаст (англ. HMS Belfast (C35))          | Великобритания | Лондон                       | Лёгкий крейсер                                                | 1938              | Британский лёгкий крейсер типа Таун.Корабль принимал участие в потоплении германского линкора «Шарнхорст». |                                                      |
| Беспокойный                                | Россия         | Кронштадт                    | Эсминец                                                       | 1987              | Советский эскадренный миноносец типа «Сарыч» |                                                      |
| Блыскавица (пол. ORP Błyskawica)           | Польша         | Гдыня                        | Эсминец                                                       | 1937              | Польский эсминец типа Гром. Ветеран Второй Мировой и кавалер высшей военной награды Польши «Virtuti Militari». По состоянию на 2009 год является старейшим представителем своего класса. |                                                      |
| Британия (англ. HMY Britannia)             | Великобритания | Эдинбург                     | Королевская яхта                                              | 1954              | Путешествия морем королевы Елизаветы II | HMY Britannia                                        |
| Велос (греч. Βέλος ΙΙ)                     | Греция         | Афины, Фалер                 | Эсминец                                                       | 1942              | Участвовал во Второй мировой войне, в 1973 году на корабле произошел мятеж против диктатуры «черных полковников» | Велос D-16                                           |
| Виктория (англ. HMS Victory)               | Великобритания | Портсмут                     | Линейный корабль первого ранга                                | 1765              | Корабль Нельсона в Трафальгарском сражении | HMS Victory                                          |
| Висконсин                                  | США            | Норфолк (Виргиния)           | Линкор                                                        | 1943              | Линкор типа «Айова», участник Второй мировой | USS Wisconsin (BB-64)                                |
| Витязь                                     | Россия         | Калининград                  | Научное судно, бывший грузопассажирский теплоход.             | 1939              | Одно из самых известных научных судов Академии наук СССР. | Витязь в музее мирового океана.                      |
| Георгиос Авероф (греч. ΠΝ Γεώργιος Αβέρωφ) | Греция         | Афины, Фалер                 | Броненосный крейсер                                           | 1910              | Участвовал в Первой и Второй мировых войнах. Последний сохранившийся броненосный крейсер. | Георгиос Авероф                                      |
| Гото Предестинация                         | Россия         | Воронеж                      | Линейный корабль (реплика)                                    | 2014              | Историческая копия первого российского линейного корабля «Гото Предестинация» | «Гото Предестинация»                                 |
| Гранма                                     | Куба           | Гавана                       | яхта                                                          | 1943              | Корабль, с которого в 1956 кубинские революционеры высадились на побережье Кубы. |                                                      |
| Гуанахуато                                 | Мексика        | Веракрус                     | Канонерская лодка                                             | 1936              | Корабль-музей с 2001 года |                                                      |
| Дерзкий                                    | Болгария       | Варна                        | Миноносец                                                     | 1904              | Крупнейшая военно-морская победа Болгарского военно-морского флота — торпедирование турецкого крейсера «Хамидие» |                                                      |
| Дон Фернанду II и Глория                   | Португалия     | Лиссабон                     | Фрегат                                                        | 1845              | Последний по времени строительства португальский военный парусник. За время активной службы прошел более ста тысяч морских миль, что эквивалентно пяти кругосветным плаваниям. |                                                      |
| Дискавери                                  | Великобритания | Данди                        | Научно-исследовательское судно                                | 1901              | Последний деревянный барк в истории британского судостроения и первое специализированное научно-исследовательское судно. Использовалось как база первой антарктической экспедиции Роберта Скотта (1901—1904) и судно снабжения Австрало-новозеландской антарктической экспедиции Дугласа Моусона (1929—1931). |                                                      |
| Звезда Индии                               | США            | Сан-Диего                    | Барк                                                          | 1863              | Один из старейших парусных кораблей мира. Одно из первых парусных судов с металлическим корпусом. |                                                      |
| Интрепид                                   | США            | Нью-Йорк                     | Авианосец                                                     | 1943              | Боевой корабль ВМС США, принимавший участие во Второй мировой, Вьетнамской и Корейских войнах, а также в некоторых миссиях НАСА. | Авианосец в гавани Нью-Йорка                         |
| Иригойен                                   | Аргентина      | Сан-Педро                    | Патрульный корабль                                            | 1944              | Американский буксир, в последующем патрульный корабль аргентинского военно-морского флота в период с 1961 по 2009 год. | ARA Irigoyen (A-1)                                   |
| Йоа (норв. Gjoa)                           | Норвегия       | Осло                         | Яхта                                                          | 1872              | Промысловая норвежская яхта. В 1903—1906 годах экспедиционное судно Руаля Амундсена. Первый корабль, совершивший непрерывное плавание Северо-западным проходом | «Йоа» в Музее Фрама                                  |
| Йорктаун                                   | США            | Чарльстон, Южная Каролина    | Авианосец                                                     | 1943              | Боевой корабль ВМС США, принимавший участие во Второй мировой и Вьетнамской войнах, а также в некоторых миссиях НАСА. |                                                      |
| Катти Сарк (англ. Cutty Sark)              | Великобритания | Гринвич                      | Клипер                                                        | 1869              | Единственный сохранившийся чайный клипер | Катти Сарк                                           |
| Киев                                       | Китай          | Биньхай (Тяньцзинь)          | Авианесущий крейсер                                           | 1972              | Авианесущий крейсер в составе ВМФ СССР | Авианесущий крейсер «Киев»                           |
| Конститьюшн                                | США            | Бостон                       | Фрегат                                                        | 1797              | Прозван Железнобоким; старейший корабль в мире из находящихся на плаву. | L'USS Constitution durant l’Armada Americana         |
| Космонавт Виктор Пацаев                    | Россия         | Калининград                  | Научно-исследовательское судно                                | 1968              | Последний представитель советского космического флота | Космонавт Виктор Пацаев у причала                    |
| Красин                                     | Россия         | Санкт-Петербург              | Ледокол                                                       | 1916              | Арктический ледокол русского и советского флотов, известен спасением экспедиции Умберто Нобиле | Ледокол «Красин» в доке                              |
| Красный вымпел                             | Россия         | Владивосток                  | Парусно-паровая яхта                                          | 1910              | Яхта «Адмирал Завойко» в 1923 году была оснащена вооружением, переведена в класс сторожевых кораблей и переименована в «Красный вымпел». Он стал первым боевым кораблём Тихоокеанского флота СССР. Корабль-музей с 1958 года.                                                                                 | Красный вымпел у причала                             |
| Лейта                                      | Венгрия        | Будапешт                     | Монитор                                                       | 1872              | Первый монитор, построенный в Австро-Венгрии |                                                      |
| Лексингтон                                 | США            | Корпус-Кристи                | Авианосец                                                     | 1942              | Участвовал во Второй мировой войне | Лексингтон в качестве плавучего музея                |
| Лембит                                     | Эстония        | Таллин                       | подводная лодка                                               | 1936              | Старейшая подводная лодка в мире из способных находиться на плаву. | «Лембит» в Таллине, 2006 год.                        |
| Ленин                                      | Россия         | Мурманск                     | Ледокол                                                       | 1957              | Первый в мире атомный ледокол | Ледокол «Ленин» у причала                            |
| Лон Стар (англ. Lone Star)                 | США            | Леклер, Айова                | Пароход-буксир                                                | 1868              | Старейший из трёх сохранившихся пароходных буксиров западных рек (Миссисипи, Миссури, Огайо и их притоки) и единственное в США сохранившееся деревянное судно, построенное в традиционном стиле западных рек                                                                                                  | «Лон Стар» в сухом доке                              |
| Мaeklong                                   | Таиланд        | Самутпракан                  | Шлюп                                                          | 1937              | Около 60 лет в строю ВМС Таиланда, корабль-музей с 1996 года | HTMS Maeklong                                        |
| Массачусетс                                | США            | Фолл-Ривер                   | Линкор                                                        | 1941              | Линкор типа «Саут Дакота», корабль-музей с 1965 года | USS Massachusetts (BB-59), 2012 год                  |
| Меркатор (фр. Mercator)                    | Бельгия        | Остенде                      | Трёхмачтовая баркентина                                       | 1932              | Учебный парусник для матросов бельгийского торгового флота. Во время Второй Мировой войны — судно снабжения британских субмарин. | Mercator в Остенде                                   |
| Мидуэй                                     | США            | Сан-Диего                    | Авианосец                                                     | 1945              | Первый тяжёлый авианосец, принимал участие в войне во Вьетнаме и операции «Буря в пустыне» | Мидуэй в Сан-Диего                                   |
| Микаса (яп. 三笠)                          | Япония         | Йокосука                     | Броненосец                                                    | 1900              | Флагман Объединённого флота Японии в русско-японской войне. Последний сохранившийся броненосец. | «Микаса»                                             |
| Милуоки Клипер                             | США            | Маскигон                     | Пароход, паром                                                | 1904              | Пассажирский лайнер и автомобильный паром, работавший на Великих озёрах | «Милуоки Клипер»                                     |
| Минск                                      | Китай          | Наньтун, Цзянсу              | Авианесущий крейсер                                           | 1975              | Авианесущий крейсер в составе ВМФ СССР | Авианесущий крейсер «Минск»                          |
| Миссури                                    | США            | Пёрл-Харбор                  | Линкор                                                        | 1944              | 2 сентября 1945 года на борту линкора был подписан Акт о капитуляции Японии, окончивший Вторую Мировую войну |                                                      |
| Михаил Кутузов                             | Россия         | Новороссийск                 | Лёгкий крейсер                                                | 1952              | Крейсер проекта 68-бис, модификация 68-А | «Михаил Кутузов»                                     |
| Нусрет                                     | Турция         | Тарсус                       | Минный заградитель                                            | 1913              | Минный заградитель | «Нусрет»                                             |
| Норт-Кэролайн                              | США            | Уилмингтон                   | Линкор                                                        | 1940              | Участник Второй мировой, поставлен на вечную стоянку в 1961 году | USS North Carolina (BB-55), 2006 год                 |
| Нью-Джерси                                 | США            | Кэмден, Нью-Джерси           | Линкор                                                        | 1942              | Линкор типа «Айова». Принимал участие в Второй мировой войне, войне во Вьетнаме, гражданской войне в Ливане, войне в Персидском заливе. | USS New Jersey (BB-62), 1985 год                     |
| Олимпия (греч. Ολυμπιάς)                   | Греция         | Афины, Фалер                 | триера (реплика)                                              | 1987              | Современная реконструкция древнегреческой триеры | «Олимпия» в сухом доке                               |
| Пассат (нем. Passat)                       | Германия       | Любек                        | Четырёхмачтовый барк                                          | 1911              | Один из последних торговых парусников, позже учебный парусник | Пассат в Travemünde                                  |
| Пекин (нем. Peking)                        | США            | Нью-Йорк                     | Четырёхмачтовый барк                                          | 1911              | Один из последних торговых парусников, позже учебный парусник. | Peking в Нью-Йорке                                   |
| Полтава                                    | Россия         | Санкт-Петербург              | Линейный корабль (реплика)                                    | 2018              | Историческая копия российского линейного корабля «Полтава» | Полтава                                              |
| Поммерн (нем. Pommern)                     | Финляндия      | Мариехамн, Аландские острова | Четырёхмачтовый барк                                          | 1903              | Один из последних торговых парусников. | Pommern                                              |
| Пресиденте Сармьенто                       | Аргентина      | Буэнос-Айрес                 | Фрегат                                                        | 1897              | Учебный парусный фрегат аргентинского военно-морского флота, сменил в этом качестве корвет «Ла Архентина» | Фрегат «Пресиденте Сармьенто»                        |
| Радецкий                                   | Болгария       | Козлодуй                     | Моторное колёсное судно                                       | 1851, 1966        | Австро-венгерский пароход, символ борьбы Болгарии за независимость. |                                                      |
| Сан-Хуан-Батиста (исп. San Juan Bautista)  | Япония         | Исиномаки                    | Галеон (реплика)                                              | 1993              | Первый японский корабль по типу европейских; разобран в 2021 году!! | Реконструированный San Juan Bautista                 |
| Святитель Николай                          | Россия         | Красноярск                   | Речной пароход                                                | 1886              | Грузопассажирский речной пароход, связан с жизнью Ленина | Пароход «Святитель Николай»                          |
| Святой Эрик                                | Швеция         | Стокгольм                    | Ледокол                                                       | 1928              | Первый шведский морской ледокол. | Корабль Vasa                                         |
| Сигун (фин. Sigyn)                         | Финляндия      | Турку                        | Трёхмачтовый барк XIX века в практически идеальном состоянии. | 1887              | Торговое судно | Sigyn                                                |
| Солдек (польск. Sołdek)                    | Польша         | Гданьск                      | Сухогруз                                                      | 1948              | Первое польское морское судно, построенное после Второй мировой войны. | Солдек в Гданьске                                    |
| Солнечная ладья                            | Египет         | Комплекс пирамид Гизы        | Древнеегипетское судно                                        | ок. 2500 до н. э. | Одно из старейших, крупнейших и наиболее хорошо сохранившихся судов древности | Солнечная ладья в музее                              |
| СРТ-129                                    | Россия         | Калининград                  | Траулер                                                       | 1951              | Единственное музейное рыболовное судно в России. |                                                      |
| Суомен Йоутсен (фин. Suomen Joutsen)       | Финляндия      | Турку                        | Трёхмачтовый барк                                             | 1902              | Парусник построен в Нанте | Suomen Joutsen в Турку                               |
| Суур Тылл                                  | Эстония        | Таллин                       | Ледокол                                                       | 1914              | | «Суур Тылл» в Таллине, 2007 год.                     |
| Техас                                      | США            | Галвестон (Техас)            | Линкор                                                        | 1912              | В составе флота с 1912 по 1948. Старейший сохранившийся дредноут. | USS Texas                                            |
| Тринкомали (англ. HMS Trincomalee)         | Великобритания | Хартлпул                     | Фрегат                                                        | 1817              | Фрегат, в последующем учебное судно британского военно-морского флота в период с 1817 по 1897 год. |                                                      |
| Уаскар (исп. Huáscar)                      | Чили           | Талькауано                   | Монитор                                                       | 1865              | Прославленный в боях монитор. Первое боевое применение торпеды. | Уаскар в гавани Талькауано                           |
| Хумаита                                    | Парагвай       | Асунсьон                     | Канонерская лодка                                             | 1930              | 70 лет в строю ВМС Парагвая |                                                      |
| Уорриор (англ. Warrior)                    | Великобритания | Портсмут                     | Броненосец                                                    | 1860              | Первый в мире цельнометаллический броненосец. | Уорриор в гавани Портсмута                           |
| Уругвай                                    | Аргентина      | Буэнос-Айрес                 | Корвет                                                        | 1874              | Бывшая канонерская лодка типа «Парана». С 1954 музей | Корвет «Уругвай»                                     |
| Фрам (норв. Fram)                          | Норвегия       | Осло                         | Судно полярных исследований                                   | 1893              | Полярные экспедиции Нансена, Отто Свердрупа и Амундсена | Фрам в музее Фрама в Осло                            |
| Хорнет                                     | США            | Аламида, Калифорния          | Авианосец                                                     | 1943              | Участвовал в потоплении японского линкора «Ямато». Поиск и доставка на континент экипажа «Аполлона-11» | USS Hornet (CV-12), 2009 год                         |
| Чебоксары                                  | Россия         | Чебоксары                    | Сторожевой корабль                                            | 1988              | С 1988 по 2017 годы состоял на вооружении Морских частей пограничных войск КГБ СССР и Береговой охраны ФСБ России. | Чебоксары (пограничный сторожевой корабль), 2022 год |
| Чжуншань (кит. 中山舰)                     | Китай          | Ухань, пригород Цзянся       | Канонерская лодка                                             | 1912              | Входила в состав ВМФ Гоминьдана | Восстановленный Чжуншань                             |